# Új-Zéland a 2024. évi nyári olimpiai játékokon
Új-Zéland a franciaországi Párizsban megrendezett 2024. évi nyári olimpiai játékok egyik részt vevő nemzete. Az országot az olimpián 22 sportágban 195 sportoló képviseli.

## Atlétika
Férfi
| Versenyző      | Versenyszám    | Előfutam | Előfutam | Előfutam | Elődöntő | Elődöntő | Elődöntő | Döntő | Döntő    |
| Versenyző      | Versenyszám    | Idő      | Hely.    | Össz.    | Idő      | Hely.    | Össz.    | Idő   | Helyezés |
| -------------- | -------------- | -------- | -------- | -------- | -------- | -------- | -------- | ----- | -------- |
| James Preston  | 800 m          |          |          |          |          |          |          |       |          |
| Sam Tanner     | 1500 m         |          |          |          |          |          |          |       |          |
| George Beamish | 5000 m         |          |          |          |          |          |          |       |          |
| George Beamish | 3000 m akadály |          |          |          |          |          |          |       |          |

| Versenyző     | Versenyszám   | Selejtező | Selejtező | Döntő    | Döntő    |
| Versenyző     | Versenyszám   | Eredmény  | Helyezés  | Eredmény | Helyezés |
| ------------- | ------------- | --------- | --------- | -------- | -------- |
| Hamish Kerr   | Magasugrás    |           |           |          |          |
| Ethan Olivier | Hármasugrás   |           |           |          |          |
| Jacko Gill    | Súlylökés     |           |           |          |          |
| Tomas Walsh   | Súlylökés     |           |           |          |          |
| Connor Bell   | Diszkoszvetés |           |           |          |          |

Női
| Versenyző       | Versenyszám | Előfutam | Előfutam | Előfutam | Elődöntő | Elődöntő | Elődöntő | Döntő | Döntő    |
| Versenyző       | Versenyszám | Idő      | Hely.    | Össz.    | Idő      | Hely.    | Össz.    | Idő   | Helyezés |
| --------------- | ----------- | -------- | -------- | -------- | -------- | -------- | -------- | ----- | -------- |
| Zoe Hobbs       | 100 m       |          |          |          |          |          |          |       |          |
| Maia Ramsden    | 1500 m      |          |          |          |          |          |          |       |          |
| Camille Buscomb | Maraton     |          |          |          |          |          |          |       |          |

| Versenyző          | Versenyszám   | Selejtező | Selejtező | Döntő    | Döntő    |
| Versenyző          | Versenyszám   | Eredmény  | Helyezés  | Eredmény | Helyezés |
| ------------------ | ------------- | --------- | --------- | -------- | -------- |
| Imogen Ayris       | Rúdugrás      |           |           |          |          |
| Eliza McCartney    | Rúdugrás      |           |           |          |          |
| Olivia McTaggart   | Rúdugrás      |           |           |          |          |
| Madison-Lee Wesche | Súlylökés     |           |           |          |          |
| Lauren Bruce       | Kalapácsvetés |           |           |          |          |
| Tori Peeters       | Gerelyhajítás |           |           |          |          |

## Birkózás

### Női
Szabadfogású
| Versenyző  | Versenyszám | Nyolcaddöntő                | Negyeddöntő       | Elődöntő          | Vigaszág elődöntő | Bronz- mérkőzés   | Döntő             | Helyezés |
| Versenyző  | Versenyszám | Ellenfél Eredmény           | Ellenfél Eredmény | Ellenfél Eredmény | Ellenfél Eredmény | Ellenfél Eredmény | Ellenfél Eredmény | Helyezés |
| ---------- | ----------- | --------------------------- | ----------------- | ----------------- | ----------------- | ----------------- | ----------------- | -------- |
| Tayla Ford | 68 kg       | Koumba Larroque (FRA) · 0-6 | kiesett           | kiesett           |                   |                   |                   | 15.      |

## Cselgáncs
Női
| Versenyző         | Versenyszám  | Selejtező         | 32-es főtábla     | Nyolcaddöntő      | Negyeddöntő       | Elődöntő          | Vigaszág elődöntő | Bronz- mérkőzés   | Döntő             | Helyezés |
| Versenyző         | Versenyszám  | Ellenfél Eredmény | Ellenfél Eredmény | Ellenfél Eredmény | Ellenfél Eredmény | Ellenfél Eredmény | Ellenfél Eredmény | Ellenfél Eredmény | Ellenfél Eredmény | Helyezés |
| ----------------- | ------------ | ----------------- | ----------------- | ----------------- | ----------------- | ----------------- | ----------------- | ----------------- | ----------------- | -------- |
| Moira de Villiers | Félnehézsúly |                   |                   |                   |                   |                   |                   |                   |                   |          |
| Sydnee Andrews    | Nehézsúly    |                   |                   |                   |                   |                   |                   |                   |                   |          |

## Evezés
Férfi
| Versenyző                                              | Versenyszám              | Előfutam | Előfutam | Vigaszág | Vigaszág | Negyeddöntő | Negyeddöntő | Elődöntő | Elődöntő | Elődöntő | Döntő | Döntő   | Döntő | Helyezés |
| Versenyző                                              | Versenyszám              | Idő      | Hely.    | Idő      | Hely.    | Idő         | Hely.       | Típus    | Idő      | Hely.    | Típus | Idő     | Hely. | Helyezés |
| ------------------------------------------------------ | ------------------------ | -------- | -------- | -------- | -------- | ----------- | ----------- | -------- | -------- | -------- | ----- | ------- | ----- | -------- |
| Tom Mackintosh                                         | Egypárevezős             | 6:55,92  | 1.       |          |          | 6:48,01     | 1.          | A/B      | 6:44,49  | 2.       | A     | 6:49,62 | 5.    | 5.       |
| Robbie Manson Jordan Parry                             | Kétpárevezős             | 6:16,41  | 2.       |          |          |             |             | A/B      | 6:14,30  | 3.       | A     | 6:21,44 | 6.    | 6.       |
| Dan Williamson Phillip Wilson                          | Kormányos nélküli kettes | 6:32,44  | 2.       |          |          |             |             | A/B      | 6:32,77  | 4.       | B     | 6:24,55 | 1.    | 7.       |
| Logan Ullrich Matt Macdonald Tom Murray Oliver Maclean | Kormányos nélküli négyes | 6:03,08  | 1.       |          |          |             |             |          |          |          | A     | 5:49,88 | 2.    |          |

Női
| Versenyző                                               | Versenyszám              | Előfutam | Előfutam | Vigaszág | Vigaszág | Negyeddöntő | Negyeddöntő | Elődöntő | Elődöntő | Elődöntő | Döntő   | Döntő   | Döntő   | Helyezés |
| Versenyző                                               | Versenyszám              | Idő      | Hely.    | Idő      | Hely.    | Idő         | Hely.       | Típus    | Idő      | Hely.    | Típus   | Idő     | Hely.   | Helyezés |
| ------------------------------------------------------- | ------------------------ | -------- | -------- | -------- | -------- | ----------- | ----------- | -------- | -------- | -------- | ------- | ------- | ------- | -------- |
| Emma Twigg                                              | Egypárevezős             | 7:34,97  | 1.       |          |          | 7:26,89     | 1.          | A/B      | 7:17,19  | 1.       | A       | 7:19,14 | 2.      |          |
| Brooke Francis Lucy Spoors                              | Kétpárevezős             | 6:51,68  | 1.       |          |          |             |             | A/B      | 6:49,49  | 1.       | A       | 6:50,45 | 1.      |          |
| Kate Haines Alana Sherman                               | Kormányos nélküli kettes | 7:43,56  | 5.       | 7:46,18  | 4.       |             |             | kiesett  | kiesett  | kiesett  | kiesett | kiesett | kiesett | 13.      |
| Jackie Gowler Davina Waddy Phoebe Spoors Kerri Williams | Kormányos nélküli négyes | 6:45,44  | 2.       |          |          |             |             |          |          |          | A       | 6:29,08 | 3.      |          |
| Jackie Kiddle Shannon Cox                               | Könnyűsúlyú kétpárevezős | 7:02,25  | 1.       |          |          |             |             | A/B      | 7:02,86  | 2.       | A       | 6:51,65 | 4.      | 4.       |

## Golf
| Versenyző      | Versenyszám | 1. kör | 1. kör   | 2. kör | 2. kör   | 3. kör | 3. kör   | 4. kör | 4. kör   | Összesítés | Összesítés |
| Versenyző      | Versenyszám | Pont   | Helyezés | Pont   | Helyezés | Pont   | Helyezés | Pont   | Helyezés | Pont       | Helyezés   |
| -------------- | ----------- | ------ | -------- | ------ | -------- | ------ | -------- | ------ | -------- | ---------- | ---------- |
| Ryan Fox       | Férfi       | 67     | 6.       | 73     | 48.      | 68     | 13.      | 74     | 52.      | 282        | 35.*       |
| Daniel Hillier | Férfi       | 75     | 58.      | 73     | 48.      | 70     | 28.      | 73     | 47.      | 291        | 55.        |
| Lydia Ko       | Női         | 72     | 13.      |        |          |        |          |        |          |            |            |

* - négy másik versenyzővel azonos eredményt ért el

## Gyeplabda

### Férfi
B csoport
| Hely. | Csapat           | M | Gy | D | V | G+ | G– | Gk  | P  | Továbbjutás |
| ----- | ---------------- | - | -- | - | - | -- | -- | --- | -- | ----------- |
| 1.    | Belgium (BEL)    | 5 | 4  | 1 | 0 | 15 | 7  | +8  | 13 | Negyeddöntő |
| 2.    | India (IND)      | 5 | 3  | 1 | 1 | 10 | 7  | +3  | 10 | Negyeddöntő |
| 3.    | Ausztrália (AUS) | 5 | 3  | 0 | 2 | 12 | 10 | +2  | 9  | Negyeddöntő |
| 4.    | Argentína (ARG)  | 5 | 2  | 2 | 1 | 8  | 6  | +2  | 8  | Negyeddöntő |
| 5.    | Írország (IRL)   | 5 | 1  | 0 | 4 | 4  | 9  | −5  | 3  |             |
| 6.    | Új-Zéland (NZL)  | 5 | 0  | 0 | 5 | 4  | 14 | −10 | 0  |             |

| 2024. július 27. 17:30 | India (IND)                               | 3–2               | Új-Zéland (NZL)     | Játékvezetők: Marcin Grochal (POL), Martin Madden (GBR) |
| 2024. július 27. 17:30 | Mandeep 24' · Vivek 34' · Harmanpreet 59' | (1–1) Jegyzőkönyv | Lane 8' · Child 53' | Játékvezetők: Marcin Grochal (POL), Martin Madden (GBR) |

| 2024. július 28. 17:30 | Belgium (BEL)                | 2–1               | Új-Zéland (NZL) | Játékvezetők: Steve Rogers (AUS), Dan Barstow (GBR) |
| 2024. július 28. 17:30 | Hendrickx 8' · Van Aubel 44' | (1–0) Jegyzőkönyv | Lane 43'        | Játékvezetők: Steve Rogers (AUS), Dan Barstow (GBR) |

| 2024. július 30. 17:00 | Argentína (ARG)           | 2–0         | Új-Zéland (NZL) | Játékvezetők: Jonas van 't Hek (NED), Sean Rapaport (RSA) |
| 2024. július 30. 17:00 | Domene 24' · Martínez 60' | Jegyzőkönyv |                 | Játékvezetők: Jonas van 't Hek (NED), Sean Rapaport (RSA) |

| 2024. augusztus 1. 10:30 | Új-Zéland (NZL) | 0–5               | Ausztrália (AUS)                                 | Játékvezetők: Lim Hong Zhen (SGP), Gabriel Labate (ARG) |
| 2024. augusztus 1. 10:30 |                 | (0–2) Jegyzőkönyv | Wickham 22' · Govers 25', 52', 57' · Willott 42' | Játékvezetők: Lim Hong Zhen (SGP), Gabriel Labate (ARG) |

| 2024. augusztus 2. 17:00 | Új-Zéland (NZL) | 1–2               | Írország (IRL)          | Játékvezetők: Ben Göntgen (GER), Zeke Newman (AUS) |
| 2024. augusztus 2. 17:00 | Morrison 5'     | (1–1) Jegyzőkönyv | Walker 13' · Duncan 31' | Játékvezetők: Ben Göntgen (GER), Zeke Newman (AUS) |

| Csapat          | Helyezés |
| --------------- | -------- |
| Új-Zéland (NZL) | 12.      |

## Hullámlovaglás
| Versenyző       | Versenyszám | 1. forduló              | 1. forduló | 2. forduló              | 2. forduló | 3. forduló            | Negyeddöntő           | Elődöntő              | Döntő                 | Helyezés |
| Versenyző       | Versenyszám | Ellenfelek Győztes pont | Hely.      | Ellenfelek Győztes pont | Hely.      | Ellenfél Győztes pont | Ellenfél Győztes pont | Ellenfél Győztes pont | Ellenfél Győztes pont | Helyezés |
| --------------- | ----------- | ----------------------- | ---------- | ----------------------- | ---------- | --------------------- | --------------------- | --------------------- | --------------------- | -------- |
| Billy Stairmand | Férfi       |                         |            |                         |            |                       |                       |                       |                       |          |
| Saffi Vette     | Női         |                         |            |                         |            |                       |                       |                       |                       |          |

## Kajak-kenu

### Síkvízi
Férfi
| Versenyző                                          | Versenyszám        | Előfutam | Előfutam | Előfutam | Elődöntő | Elődöntő | Elődöntő | Döntő | Döntő    |
| Versenyző                                          | Versenyszám        | Idő      | Hely.    | Össz.    | Idő      | Hely.    | Össz.    | Idő   | Helyezés |
| -------------------------------------------------- | ------------------ | -------- | -------- | -------- | -------- | -------- | -------- | ----- | -------- |
| Kurtis Imrie Hamish Legarth                        | Kajak kettes 500 m |          |          |          |          |          |          |       |          |
| Max Brown Grant Clancy Kurtis Imrie Hamish Legarth | Kajak négyes 500 m |          |          |          |          |          |          |       |          |
| Max Brown Grant Clancy                             | Kenu kettes 500 m  |          |          |          |          |          |          |       |          |

Női
| Versenyző                                               | Versenyszám        | Előfutam | Előfutam | Előfutam | Elődöntő | Elődöntő | Elődöntő | Döntő | Döntő    |
| Versenyző                                               | Versenyszám        | Idő      | Hely.    | Össz.    | Idő      | Hely.    | Össz.    | Idő   | Helyezés |
| ------------------------------------------------------- | ------------------ | -------- | -------- | -------- | -------- | -------- | -------- | ----- | -------- |
|                                                         | Kajak egyes 500 m  |          |          |          |          |          |          |       |          |
|                                                         | Kajak kettes 500 m |          |          |          |          |          |          |       |          |
| Lisa Carrington Olivia Brett Alicia Hoskin Tara Vaughan | Kajak négyes 500 m |          |          |          |          |          |          |       |          |

### Szlalom
Férfi
| Versenyző    | Versenyszám        | Selejtező | Selejtező | Selejtező | Selejtező | Selejtező  | Selejtező  | Elődöntő | Elődöntő | Döntő | Döntő | Összesítés | Összesítés |
| Versenyző    | Versenyszám        | 1. futam  | 1. futam  | 2. futam  | 2. futam  | Összesítés | Összesítés | Elődöntő | Elődöntő | Döntő | Döntő | Összesítés | Összesítés |
| Versenyző    | Versenyszám        | Pont      | Hely.     | Pont      | Hely.     | Pont       | Hely.      | Pont     | Hely.    | Pont  | Hely. | Pont       | Helyezés   |
| ------------ | ------------------ | --------- | --------- | --------- | --------- | ---------- | ---------- | -------- | -------- | ----- | ----- | ---------- | ---------- |
| Finn Butcher | Kajak egyes        |           |           |           |           |            |            |          |          |       |       |            |            |
| Finn Butcher | Kajak krossz egyes |           |           |           |           |            |            |          |          |       |       |            |            |

Női
| Versenyző   | Versenyszám        | Selejtező | Selejtező | Selejtező | Selejtező | Selejtező  | Selejtező  | Elődöntő | Elődöntő | Döntő | Döntő | Összesítés | Összesítés |
| Versenyző   | Versenyszám        | 1. futam  | 1. futam  | 2. futam  | 2. futam  | Összesítés | Összesítés | Elődöntő | Elődöntő | Döntő | Döntő | Összesítés | Összesítés |
| Versenyző   | Versenyszám        | Pont      | Hely.     | Pont      | Hely.     | Pont       | Hely.      | Pont     | Hely.    | Pont  | Hely. | Pont       | Helyezés   |
| ----------- | ------------------ | --------- | --------- | --------- | --------- | ---------- | ---------- | -------- | -------- | ----- | ----- | ---------- | ---------- |
| Luuka Jones | Kajak egyes        |           |           |           |           |            |            |          |          |       |       |            |            |
| Luuka Jones | Kajak krossz egyes |           |           |           |           |            |            |          |          |       |       |            |            |

## Kerékpározás

### BMX
| Versenyző | Versenyszám | Negyeddöntő | Negyeddöntő | Elődöntő | Elődöntő | Döntő | Döntő    |
| Versenyző | Versenyszám | Pont        | Helyezés    | Pont     | Helyezés | Idő   | Helyezés |
| --------- | ----------- | ----------- | ----------- | -------- | -------- | ----- | -------- |
|           | Férfi       |             |             |          |          |       |          |
|           | Női         |             |             |          |          |       |          |

### Hegyi-kerékpározás
| Versenyző      | Versenyszám        | Idő | Helyezés |
| -------------- | ------------------ | --- | -------- |
| Sam Gaze       | Férfi terepverseny |     |          |
| Sammie Maxwell | Női terepverseny   |     |          |

### Országúti kerékpározás
Férfi
| Versenyző       | Versenyszám   | Idő                 | Helyezés |
| --------------- | ------------- | ------------------- | -------- |
| Laurence Pithie | Mezőnyverseny | 6:26:57 (+7:23)     | 39.      |
| Laurence Pithie | Időfutam      | 38:49,76 (+2:37,60) | 24.      |
| Corbin Strong   | Mezőnyverseny | 6:21:54 (+2:20)     | 27.      |

Női
| Versenyző          | Versenyszám   | Idő                 | Helyezés |
| ------------------ | ------------- | ------------------- | -------- |
| Kim Cadzow         | Mezőnyverseny | 4:08:14 (+8:51)     | 56.      |
| Kim Cadzow         | Időfutam      | 41:46,02 (+2:07,78) | 7.       |
| Niamh Fisher-Black | Mezőnyverseny | 4:04:23 (+5:00)     | 31.      |

### Pálya-kerékpározás
Sprintversenyek
| Versenyző                                   | Versenyszám  | Selejtező | Selejtező | 1. forduló           | Vigaszág               | Vigaszág | 2. forduló           | Vigaszág               | Vigaszág | Nyolcaddöntő         | Vigaszág               | Vigaszág | Negyeddöntő          | 5–8. helyért           | 5–8. helyért | Elődöntő             | Döntő                | Helyezés |
| Versenyző                                   | Versenyszám  | Idő       | Hely.     | Ellenfél Győztes idő | Ellenfelek Győztes idő | Hely.    | Ellenfél Győztes idő | Ellenfelek Győztes idő | Hely.    | Ellenfél Győztes idő | Ellenfelek Győztes idő | Hely.    | Ellenfél Győztes idő | Ellenfelek Győztes idő | Hely.        | Ellenfél Győztes idő | Ellenfél Győztes idő | Helyezés |
| ------------------------------------------- | ------------ | --------- | --------- | -------------------- | ---------------------- | -------- | -------------------- | ---------------------- | -------- | -------------------- | ---------------------- | -------- | -------------------- | ---------------------- | ------------ | -------------------- | -------------------- | -------- |
| Sam Dakin                                   | Férfi egyéni |           |           |                      |                        |          |                      |                        |          |                      |                        |          |                      |                        |              |                      |                      |          |
|                                             | Női egyéni   |           |           |                      |                        |          |                      |                        |          |                      |                        |          |                      |                        |              |                      |                      |          |
|                                             |              |           |           |                      |                        |          |                      |                        |          |                      |                        |          |                      |                        |              |                      |                      |          |
| Ellesse Andrews Shaane Fulton Rebecca Petch | Női csapat   |           |           |                      |                        |          |                      |                        |          |                      |                        |          |                      |                        |              |                      |                      |          |

Üldözőversenyek
| Versenyző                                                 | Versenyszám  | Selejtező | Selejtező | Elődöntő     | Elődöntő  | Elődöntő | Döntő        | Döntő     | Döntő    |
| Versenyző                                                 | Versenyszám  | Idő       | Hely.     | Ellenfél Idő | Saját idő | Hely.    | Ellenfél Idő | Saját idő | Helyezés |
| --------------------------------------------------------- | ------------ | --------- | --------- | ------------ | --------- | -------- | ------------ | --------- | -------- |
| Aaron Gate Keegan Hornblow Tom Sexton Campbell Stewart    | Férfi csapat |           |           |              |           |          |              |           |          |
| Ally Wollaston Bryony Botha Emily Shearman Nicole Shields | Női csapat   |           |           |              |           |          |              |           |          |

Keirin
| Versenyző | Versenyszám | 1. forduló | Vigaszág | Negyeddöntő | Elődöntő | Döntő    | Helyezés |
| Versenyző | Versenyszám | Helyezés   | Helyezés | Helyezés    | Helyezés | Helyezés | Helyezés |
| --------- | ----------- | ---------- | -------- | ----------- | -------- | -------- | -------- |
| Sam Dakin | Férfi       |            |          |             |          |          |          |
|           | Női         |            |          |             |          |          |          |
|           |             |            |          |             |          |          |          |

Omnium
| Versenyző | Versenyszám | 10 km-es scratch | 10 km-es scratch | 10 km-es tempóverseny | 10 km-es tempóverseny | Kieséses verseny | 25 km-es pontverseny | 25 km-es pontverseny | Összesítés | Összesítés |
| Versenyző | Versenyszám | Lekörözés        | Hely.            | Eredmény              | Hely.                 | Hely.            | Pont                 | Hely.                | Pont       | Helyezés   |
| --------- | ----------- | ---------------- | ---------------- | --------------------- | --------------------- | ---------------- | -------------------- | -------------------- | ---------- | ---------- |
|           | Férfi       |                  |                  |                       |                       |                  |                      |                      |            |            |

| Versenyző | Versenyszám | 7,5 km-es scratch | 7,5 km-es scratch | 7,5 km-es tempóverseny | 7,5 km-es tempóverseny | Kieséses verseny | 20 km-es pontverseny | 20 km-es pontverseny | Összesítés | Összesítés |
| Versenyző | Versenyszám | Lekörözés         | Hely.             | Eredmény               | Hely.                  | Hely.            | Pont                 | Hely.                | Pont       | Helyezés   |
| --------- | ----------- | ----------------- | ----------------- | ---------------------- | ---------------------- | ---------------- | -------------------- | -------------------- | ---------- | ---------- |
|           | Női         |                   |                   |                        |                        |                  |                      |                      |            |            |

Pontversenyek
| Versenyző | Versenyszám   | Pont | Helyezés |
| --------- | ------------- | ---- | -------- |
|           | Férfi madison |      |          |
|           | Női madison   |      |          |

## Labdarúgás

### Férfi

#### Eredmények
A csoport
| Hely. | Csapat                  | M | Gy | D | V | G+ | G– | Gk | P | Továbbjutás |
| ----- | ----------------------- | - | -- | - | - | -- | -- | -- | - | ----------- |
| 1.    | Franciaország (FRA) (H) | 3 | 3  | 0 | 0 | 7  | 0  | +7 | 9 | Negyeddöntő |
| 2.    | Egyesült Államok (USA)  | 3 | 2  | 0 | 1 | 7  | 4  | +3 | 6 | Negyeddöntő |
| 3.    | Új-Zéland (NZL)         | 3 | 1  | 0 | 2 | 3  | 8  | −5 | 3 |             |
| 4.    | Guinea (GUI)            | 3 | 0  | 0 | 3 | 1  | 6  | −5 | 0 |             |

| 2024. július 24. 17:00 |

| Guinea (GUI) | 1–2               | Új-Zéland (NZL)       |
| ------------ | ----------------- | --------------------- |
| Diawara 72'  | (0–1) Jegyzőkönyv | Garbett 25' Waine 76' |

| Allianz Riviera, Nizza Nézőszám: 4909 Játékvezető: Adel Al-Naqbi (Egyesült Arab Emírségekbeli) |

| 2024. július 27. 19:00 |

| Új-Zéland (NZL) | 1–4               | Egyesült Államok (USA)                                         |
| --------------- | ----------------- | -------------------------------------------------------------- |
| Randall 78'     | (0–3) Jegyzőkönyv | Mihailovic 10' (11-esből) Zimmerman 12' Busio 30' Aaronson 58' |

| Stade Vélodrome, Marseille Nézőszám: 9468 Játékvezető: Glenn Nyberg (svéd) |

| 2024. július 30. 19:00 |

| Egyesült Államok (USA)         | 3–0               | Guinea (GUI) |
| ------------------------------ | ----------------- | ------------ |
| Mihailovic 14' Paredes 31' 75' | (2–0) Jegyzőkönyv |              |

| Stade Geoffroy-Guichard, Saint-Étienne Nézőszám: 6245 Játékvezető: Tess Olofsson (svéd) |

### Női
| #             | Név                | Klub                  | Születési idő                    | Mérkőzés | Gól     | Sárga lap | sárga lap · 2. sárga lap · kiállítva | kiállítva |
| Kapusok       | Kapusok            | Kapusok               | Kapusok                          | Kapusok  | Kapusok | Kapusok   | Kapusok                              | Kapusok   |
| ------------- | ------------------ | --------------------- | -------------------------------- | -------- | ------- | --------- | ------------------------------------ | --------- |
|               | Murphy Sheaff      | Kansas State Wildcats | 2003. szeptember 12. (20 évesen) | 0        | 0       | 0         | 0                                    | 0         |
|               | Anna Leat          | Aston Villa           | 2001. június 26. (23 évesen)     | 0        | 0       | 0         | 0                                    | 0         |
|               | Victoria Esson     | Rangers               | 1991. március 6. (33 évesen)     | 0        | 0       | 0         | 0                                    | 0         |
| Védők         |                    |                       |                                  |          |         |           |                                      |           |
|               | Rebekah Stott      | Melbourne City FC     | 1993. június 17. (31 évesen)     | 0        | 0       | 0         | 0                                    | 0         |
|               | C. J. Bott         | Leicester City        | 1995. április 22. (29 évesen)    | 0        | 0       | 0         | 0                                    | 0         |
|               | Meikayla Moore     | Glasgow City          | 1996. június 4. (28 évesen)      | 0        | 0       | 0         | 0                                    | 0         |
|               | Claudia Bunge      | HB Køge               | 1999. szeptember 21. (24 évesen) | 0        | 0       | 0         | 0                                    | 0         |
|               | Ali Riley          | Angel City FC         | 1987. október 30. (36 évesen)    | 0        | 0       | 0         | 0                                    | 0         |
|               | Kate Taylor        | Wellington Phoenix    | 2003. október 21. (20 évesen)    | 0        | 0       | 0         | 0                                    | 0         |
|               | Mackenzie Barry    | Wellington Phoenix    | 2001. április 11. (23 évesen)    | 0        | 0       | 0         | 0                                    | 0         |
|               | Ally Green         | AGF Fodbold           | 1998. augusztus 17. (25 évesen)  | 0        | 0       | 0         | 0                                    | 0         |
|               | Michaela Foster    | Auckland United FC    | 1999. január 9. (25 évesen)      | 0        | 0       | 0         | 0                                    | 0         |
| Középpályások |                    |                       |                                  |          |         |           |                                      |           |
|               | Grace Jale         | Perth Glory FC        | 1999. április 10. (25 évesen)    | 0        | 0       | 0         | 0                                    | 0         |
|               | Annalie Longo      | Wellington Phoenix    | 1991. július 1. (33 évesen)      | 0        | 0       | 0         | 0                                    | 0         |
|               | Malia Steinmetz    | FC Nordsjælland       | 1999. január 18. (25 évesen)     | 0        | 0       | 0         | 0                                    | 0         |
|               | Katie Bowen        | Inter Milan           | 1994. április 15. (30 évesen)    | 0        | 0       | 0         | 0                                    | 0         |
|               | Katie Kitching     | Sunderland            | 1998. szeptember 6. (25 évesen)  | 0        | 0       | 0         | 0                                    | 0         |
|               | Macey Fraser       | Utah Royals FC        | 2002. július 11. (22 évesen)     | 0        | 0       | 0         | 0                                    | 0         |
| Csatárok      |                    |                       |                                  |          |         |           |                                      |           |
|               | Gabi Rennie        | Åland United          | 2001. július 7. (23 évesen)      | 0        | 0       | 0         | 0                                    | 0         |
|               | Milly Clegg        | Racing Louisville FC  | 2005. november 1. (18 évesen)    | 0        | 0       | 0         | 0                                    | 0         |
|               | Jacqui Hand        | Lewes FC              | 1999. február 19. (25 évesen)    | 0        | 0       | 0         | 0                                    | 0         |
|               | Indiah-Paige Riley | PSV Eindhoven         | 2001. december 20. (22 évesen)   | 0        | 0       | 0         | 0                                    | 0         |
| Edző          |                    |                       |                                  |          |         |           |                                      |           |
|               | Michael Mayne      |                       | 1985. február 15. (39 évesen)    |          |         |           |                                      |           |

- Kor: 2024. július 26-i kora

## Lovaglás
Díjlovaglás
| Versenyző        | Ló                  | Versenyszám | 1. kör | 1. kör | 2. kör | 2. kör | 3. kör | 3. kör | Végeredmény | Végeredmény |
| Versenyző        | Ló                  | Versenyszám | Pont   | Hely.  | Pont   | Hely.  | Pont   | Hely.  | Pont        | Helyezés    |
| ---------------- | ------------------- | ----------- | ------ | ------ | ------ | ------ | ------ | ------ | ----------- | ----------- |
| Melissa Galloway | Windermere J'Obei W | Egyéni      |        |        |        |        |        |        |             |             |

Lovastusa
| Versenyző                                | Ló                       | Versenyszám | Díjlovaglás | Díjlovaglás | Tereplovaglás | Tereplovaglás | Tereplovaglás | Díjugratás | Díjugratás | Díjugratás | Díjugratás | Végeredmény | Végeredmény |
| Versenyző                                | Ló                       | Versenyszám | Díjlovaglás | Díjlovaglás | Tereplovaglás | Tereplovaglás | Tereplovaglás | 1. kör     | 1. kör     | 2. kör     | 2. kör     | Végeredmény | Végeredmény |
| Versenyző                                | Ló                       | Versenyszám | Bünt.       | Hely.       | Bünt.         | Hely.         | Össz.         | Bünt.      | Hely.      | Bünt.      | Hely.      | Bünt.       | Helyezés    |
| ---------------------------------------- | ------------------------ | ----------- | ----------- | ----------- | ------------- | ------------- | ------------- | ---------- | ---------- | ---------- | ---------- | ----------- | ----------- |
| Clarke Johnstone                         | Menlo Park               | Egyéni      |             |             |               |               |               |            |            |            |            |             |             |
| Jonelle Price                            | Hiarado                  | Egyéni      |             |             |               |               |               |            |            |            |            |             |             |
| Tim Price                                | Falco                    | Egyéni      |             |             |               |               |               |            |            |            |            |             |             |
| Clarke Johnstone Jonelle Price Tim Price | Menlo Park Hiarado Falco | Csapat      |             |             |               |               |               |            |            |            |            |             |             |

## Műugrás
Férfi
| Versenyző         | Versenyszám    | Selejtező | Selejtező | Elődöntő | Elődöntő | Döntő | Döntő    |
| Versenyző         | Versenyszám    | Pont      | Helyezés  | Pont     | Helyezés | Pont  | Helyezés |
| ----------------- | -------------- | --------- | --------- | -------- | -------- | ----- | -------- |
| Elizabeth Roussel | Egyéni műugrás |           |           |          |          |       |          |

## Rögbi

### Férfi
A csoport
| Hely. | Csapat                        | M | Gy | D | V | P+ | P–  | Pk   | P | Továbbjutás                                  |
| ----- | ----------------------------- | - | -- | - | - | -- | --- | ---- | - | -------------------------------------------- |
| 1.    | Új-Zéland (NZL)               | 3 | 3  | 0 | 0 | 71 | 29  | +42  | 9 | Bejutott a negyeddöntőbe                     |
| 2.    | Írország (IRL)                | 3 | 2  | 0 | 1 | 62 | 24  | +38  | 7 | Bejutott a negyeddöntőbe                     |
| 3.    | Dél-afrikai Köztársaság (RSA) | 3 | 1  | 0 | 2 | 59 | 32  | +27  | 5 | Csoportharmadikként bejutott a negyeddöntőbe |
| 4.    | Japán (JPN)                   | 3 | 0  | 0 | 3 | 22 | 129 | −107 | 3 | Kiesett                                      |

| 2024. július 24. 18:00 |        | Új-Zéland (NZL) | 40–12 | Japán (JPN) |  | Stade de France, Saint-Denis |
| 2024. július 24. 18:00 | (26–7) |                 |       |             |  | Stade de France, Saint-Denis |

| 2024. július 24. 21:30 |        | Új-Zéland (NZL) | 17–5 | Dél-afrikai Köztársaság (RSA) |  | Stade de France, Saint-Denis |
| 2024. július 24. 21:30 | (10–5) |                 |      |                               |  | Stade de France, Saint-Denis |

| 2024. július 25. 16:30 |        | Új-Zéland (NZL) | 14–12 | Írország (IRL) |  | Stade de France, Saint-Denis |
| 2024. július 25. 16:30 | (0–12) |                 |       |                |  | Stade de France, Saint-Denis |

Negyeddöntő
| 2024. július 25. 21:00 |        | Új-Zéland (NZL) | 7–14 | Dél-afrikai Köztársaság (RSA) |  | Stade de France, Saint-Denis |
| 2024. július 25. 21:00 | (7–14) |                 |      |                               |  | Stade de France, Saint-Denis |

5-8. helyért
| 2024. július 27. 14:30 |       | Új-Zéland (NZL) | 17–12 | Argentína (ARG) |  | Stade de France, Saint-Denis |
| 2024. július 27. 14:30 | (7–7) |                 |       |                 |  | Stade de France, Saint-Denis |

5. helyért
| 2024. július 27. 18:30 |       | Új-Zéland (NZL) | 17–7 | Írország (IRL) |  | Stade de France, Saint-Denis |
| 2024. július 27. 18:30 | (5–7) |                 |      |                |  | Stade de France, Saint-Denis |

| Csapat          | Helyezés |
| --------------- | -------- |
| Új-Zéland (NZL) | 5.       |

### Női
A csoport
| Hely. | Csapat                | M | Gy | D | V | P+  | P– | Pk  | P | Továbbjutás                                  |
| ----- | --------------------- | - | -- | - | - | --- | -- | --- | - | -------------------------------------------- |
| 1.    | Új-Zéland (NZL)       | 3 | 3  | 0 | 0 | 114 | 19 | +95 | 9 | Bejutott a negyeddöntőbe                     |
| 2.    | Kanada (CAN)          | 3 | 2  | 0 | 1 | 50  | 64 | −14 | 7 | Bejutott a negyeddöntőbe                     |
| 3.    | Kína (CHN)            | 3 | 1  | 0 | 2 | 62  | 81 | −19 | 5 | Csoportharmadikként bejutott a negyeddöntőbe |
| 4.    | Fidzsi-szigetek (FIJ) | 3 | 0  | 0 | 3 | 33  | 95 | −62 | 3 | Kiesett                                      |

| 2024. július 28. 18:00 |        | Új-Zéland (NZL) | 43–5 | Kína (CHN) |  | Stade de France, Saint-Denis |
| 2024. július 28. 18:00 | (22–0) |                 |      |            |  | Stade de France, Saint-Denis |

| 2024. július 28. 21:30 |        | Új-Zéland (NZL) | 33–7 | Kanada (CAN) |  | Stade de France, Saint-Denis |
| 2024. július 28. 21:30 | (19–7) |                 |      |              |  | Stade de France, Saint-Denis |

| 2024. július 29. 16:30 |        | Új-Zéland (NZL) | 38–7 | Fidzsi-szigetek (FIJ) |  | Stade de France, Saint-Denis |
| 2024. július 29. 16:30 | (21–0) |                 |      |                       |  | Stade de France, Saint-Denis |

Negyeddöntő
| 2024. július 29. 21:00 |        | Új-Zéland (NZL) | 55–5 | Kína (CHN) |  | Stade de France, Saint-Denis |
| 2024. július 29. 21:00 | (24–5) |                 |      |            |  | Stade de France, Saint-Denis |

Elődöntő
| 2024. július 30. 15:30 |       | Új-Zéland (NZL) | 24–12 | Egyesült Államok (USA) |  | Stade de France, Saint-Denis |
| 2024. július 30. 15:30 | (7–5) |                 |       |                        |  | Stade de France, Saint-Denis |

Döntő
| 2024. július 30. 19:45 |        | Új-Zéland (NZL) | 19–12 | Kanada (CAN) |  | Stade de France, Saint-Denis |
| 2024. július 30. 19:45 | (7–12) |                 |       |              |  | Stade de France, Saint-Denis |

| Csapat          | Helyezés |
| --------------- | -------- |
| Új-Zéland (NZL) |          |

## Sportlövészet
Férfi
| Versenyző     | Versenyszám | Selejtező | Selejtező | Döntő   | Döntő    |
| Versenyző     | Versenyszám | Pont      | Helyezés  | Pont    | Helyezés |
| ------------- | ----------- | --------- | --------- | ------- | -------- |
| Owen Robinson | Trap        | 121       | 11.       | kiesett | kiesett  |

Női
| Versenyző    | Versenyszám | Selejtező | Selejtező | Döntő | Döntő    |
| Versenyző    | Versenyszám | Pont      | Helyezés  | Pont  | Helyezés |
| ------------ | ----------- | --------- | --------- | ----- | -------- |
| Chloe Tipple | Skeet       |           |           |       |          |

## Sportmászás
Gyorsasági
| Versenyző      | Versenyszám | Selejtező | Selejtező | Nyolcaddöntő         | Negyeddöntő          | Elődöntő             | Döntő                | Helyezés |
| Versenyző      | Versenyszám | Idő       | Hely.     | Ellenfél Győztes idő | Ellenfél Győztes idő | Ellenfél Győztes idő | Ellenfél Győztes idő | Helyezés |
| -------------- | ----------- | --------- | --------- | -------------------- | -------------------- | -------------------- | -------------------- | -------- |
| Julian David   | Férfi       |           |           |                      |                      |                      |                      |          |
| Sarah Tetzlaff | Női         |           |           |                      |                      |                      |                      |          |

## Súlyemelés
Férfi
| Versenyző  | Versenyszám | Szakítás | Szakítás | Lökés    | Lökés    | Összesen | Helyezés |
| Versenyző  | Versenyszám | Eredmény | Helyezés | Eredmény | Helyezés | Összesen | Helyezés |
| ---------- | ----------- | -------- | -------- | -------- | -------- | -------- | -------- |
| David Liti | +102 kg     |          |          |          |          |          |          |

## Szinkronúszás
| Versenyző             | Versenyszám | Technikai gyakorlat | Technikai gyakorlat | Selejtező        | Selejtező        | Selejtező  | Selejtező  | Döntő            | Döntő            | Döntő      | Döntő      | Helyezés |
| Versenyző             | Versenyszám | Technikai gyakorlat | Technikai gyakorlat | Szabad gyakorlat | Szabad gyakorlat | Összesítés | Összesítés | Szabad gyakorlat | Szabad gyakorlat | Összesítés | Összesítés | Helyezés |
| Versenyző             | Versenyszám | Pont                | Hely.               | Pont             | Hely.            | Pont       | Hely.      | Pont             | Hely.            | Pont       | Hely.      | Helyezés |
| --------------------- | ----------- | ------------------- | ------------------- | ---------------- | ---------------- | ---------- | ---------- | ---------------- | ---------------- | ---------- | ---------- | -------- |
| Nina Brown Eva Morris | Páros       |                     |                     |                  |                  |            |            |                  |                  |            |            |          |

## Tenisz
Női
| Versenyző               | Versenyszám | 32-es főtábla                                                | Nyolcaddöntő      | Negyeddöntő       | Elődöntő          | Bronz- mérkőzés   | Döntő             | Helyezés |
| Versenyző               | Versenyszám | Ellenfél Eredmény                                            | Ellenfél Eredmény | Ellenfél Eredmény | Ellenfél Eredmény | Ellenfél Eredmény | Ellenfél Eredmény | Helyezés |
| ----------------------- | ----------- | ------------------------------------------------------------ | ----------------- | ----------------- | ----------------- | ----------------- | ----------------- | -------- |
| Erin Routliffe Lulu Sun | Páros       | Olaszország (ITA) · Sara Errani · Jasmine Paolini · 2-6, 3-6 | kiesett           | kiesett           | kiesett           | kiesett           | kiesett           | 17.      |

## Torna
Női
| Versenyző          | Versenyszám      | Selejtező | Selejtező | Döntő    | Döntő    |
| Versenyző          | Versenyszám      | Pontszám  | Helyezés  | Pontszám | Helyezés |
| ------------------ | ---------------- | --------- | --------- | -------- | -------- |
| Georgia-Rose Brown | Egyéni összetett | 51,465    | 34.       | kiesett  | kiesett  |

### Trambulin
| Versenyző       | Versenyszám | Selejtező | Selejtező | Döntő    | Döntő    |
| Versenyző       | Versenyszám | Pontszám  | Helyezés  | Pontszám | Helyezés |
| --------------- | ----------- | --------- | --------- | -------- | -------- |
| Dylan Schmidt   | Férfi       |           |           |          |          |
| Maddie Davidson | Női         |           |           |          |          |

## Triatlon
| Versenyző          | Versenyszám | 1,5 km úszás | Depózás 1 | 40 km kerékpározás | Depózás 2 | 10 km futás | Összesítés | Összesítés |
| Versenyző          | Versenyszám | Idő          | Idő       | Idő                | Idő       | Idő         | Idő        | Helyezés   |
| ------------------ | ----------- | ------------ | --------- | ------------------ | --------- | ----------- | ---------- | ---------- |
| Dylan McCullough   | Férfi       | 20:36        | 0:51      | 51:58              | 0:26      | 31:44       | 1:45:35    | 19.        |
| Hayden Wilde       | Férfi       | 21:13        | 0:50      | 51:20              | 0:27      | 29:49       | 1:43:39    |            |
| Ainsley Thorpe     | Női         | 23:59        | 0:55      | 1:01:22            | 0:27      | 37:05       | 2:03:48    | 44.        |
| Nicole van der Kay | Női         | 24:13        | 0:57      | 1:00:29            | 0:30      | 35:24       | 2:01:33    | 31.        |

| Versenyző | Versenyszám   | 300 m úszás | Depózás 1 | 6,8 km kerékpározás | Depózás 2 | 2 km futás | Összesítés | Összesítés |
| Versenyző | Versenyszám   | Idő         | Idő       | Idő                 | Idő       | Idő        | Idő        | Helyezés   |
| --------- | ------------- | ----------- | --------- | ------------------- | --------- | ---------- | ---------- | ---------- |
|           | Vegyes csapat |             |           |                     |           |            |            | -          |
|           | Vegyes csapat |             |           |                     |           |            |            | -          |
|           | Vegyes csapat |             |           |                     |           |            |            | -          |
|           | Vegyes csapat |             |           |                     |           |            |            | -          |
| Összesen  | Vegyes csapat |             |           |                     |           |            |            |            |

## Úszás
Férfi
| Versenyző           | Versenyszám  | Előfutam | Előfutam | Előfutam | Elődöntő | Elődöntő | Elődöntő | Döntő | Döntő    |
| Versenyző           | Versenyszám  | Idő      | Hely.    | Össz.    | Idő      | Hely.    | Össz.    | Idő   | Helyezés |
| ------------------- | ------------ | -------- | -------- | -------- | -------- | -------- | -------- | ----- | -------- |
| Taiko Torepe-Ormsby | 50 m gyors   |          |          |          |          |          |          |       |          |
| Cameron Gray        | 100 m gyors  |          |          |          |          |          |          |       |          |
| Kane Follows        | 200 m hát    |          |          |          |          |          |          |       |          |
| Lewis Clareburt     | 200 m vegyes |          |          |          |          |          |          |       |          |
| Lewis Clareburt     | 400 m vegyes |          |          |          |          |          |          |       |          |

Női
| Versenyző         | Versenyszám    | Előfutam | Előfutam | Előfutam | Elődöntő | Elődöntő | Elődöntő | Döntő | Döntő    |
| Versenyző         | Versenyszám    | Idő      | Hely.    | Össz.    | Idő      | Hely.    | Össz.    | Idő   | Helyezés |
| ----------------- | -------------- | -------- | -------- | -------- | -------- | -------- | -------- | ----- | -------- |
| Erika Fairweather | 200 m gyors    |          |          |          |          |          |          |       |          |
| Erika Fairweather | 400 m gyors    |          |          |          |          |          |          |       |          |
| Erika Fairweather | 800 m gyors    |          |          |          |          |          |          |       |          |
| Hazel Ouwehand    | 100 m pillangó |          |          |          |          |          |          |       |          |
| Eve Thomas        | 400 m gyors    |          |          |          |          |          |          |       |          |
| Eve Thomas        | 800 m gyors    |          |          |          |          |          |          |       |          |
| Eve Thomas        | 1500 m gyors   |          |          |          |          |          |          |       |          |

## Vitorlázás
Férfi
| Versenyző                       | Versenyszám              | Futam | Futam | Futam | Futam | Futam | Futam | Futam | Futam | Futam | Futam | Futam | Pontszám | Helyezés |
| Versenyző                       | Versenyszám              | 1     | 2     | 3     | 4     | 5     | 6     | 7     | 8     | 9     | 10    | É     | Pontszám | Helyezés |
| ------------------------------- | ------------------------ | ----- | ----- | ----- | ----- | ----- | ----- | ----- | ----- | ----- | ----- | ----- | -------- | -------- |
| Josh Armit                      | IQFoil (Szörfvitorlázás) |       |       |       |       |       |       |       |       |       |       |       |          |          |
| Tom Saunders                    | ILCA 7 (Laser)           |       |       |       |       |       |       |       |       |       |       |       |          |          |
| Lukas Walton-Keim               | Formula kite             |       |       |       |       |       |       |       |       |       |       |       |          |          |
| Isaac McHardie William McKenzie | 49er osztály             |       |       |       |       |       |       |       |       |       |       |       |          |          |

Női
| Versenyző           | Versenyszám              | Futam | Futam | Futam | Futam | Futam | Futam | Futam | Futam | Futam | Futam | Futam | Pontszám | Helyezés |
| Versenyző           | Versenyszám              | 1     | 2     | 3     | 4     | 5     | 6     | 7     | 8     | 9     | 10    | É     | Pontszám | Helyezés |
| ------------------- | ------------------------ | ----- | ----- | ----- | ----- | ----- | ----- | ----- | ----- | ----- | ----- | ----- | -------- | -------- |
| Veerle ten Have     | IQFoil (Szörfvitorlázás) |       |       |       |       |       |       |       |       |       |       |       |          |          |
| Greta Pilkington    | ILCA 6 (Laser radial)    |       |       |       |       |       |       |       |       |       |       |       |          |          |
| Justina Kitchen     | Formula kite             |       |       |       |       |       |       |       |       |       |       |       |          |          |
| Jo Aleh Molly Meech | 49erFX osztály           |       |       |       |       |       |       |       |       |       |       |       |          |          |

Vegyes
| Versenyző                    | Versenyszám | Futam | Futam | Futam | Futam | Futam | Futam | Futam | Futam | Futam | Futam | Futam | Pontszám | Helyezés |
| Versenyző                    | Versenyszám | 1     | 2     | 3     | 4     | 5     | 6     | 7     | 8     | 9     | 10    | É     | Pontszám | Helyezés |
| ---------------------------- | ----------- | ----- | ----- | ----- | ----- | ----- | ----- | ----- | ----- | ----- | ----- | ----- | -------- | -------- |
| Micah Wilkinson Erica Dawson | Nacra 17    |       |       |       |       |       |       |       |       |       |       |       |          |          |